# Afrodiscendente
Il vocabolo afrodiscendente si riferisce a persone nate al di fuori dell'Africa che hanno antenati di quel continente.

## Adozione del termine
Il termine "afrodiscendente" venne adottato nel dicembre 2000 alla Conferenza regionale delle Americhe, tenutasi a Santiago del Cile, che serviva come preparazione per la III Conferenza mondiale contro il razzismo, la discriminazione razziale, la xenofobia e le forme correlate di intolleranza, tenutasi nel 2001 nella città di Durban. L'adozione del termine in detta conferenza era finalizzata al riconoscimento dei discendenti degli africani che arrivarono durante il periodo coloniale nel continente americano come parte del commercio degli schiavi, e che soffrirono storicamente della discriminazione e della negazione dei diritti umani..

## Altri usi
Il termine afrodiscendenti si riferisce anche ai discendenti degli africani nati al di fuori di questo continente a causa delle migrazioni internazionali attuali e passate.